# Суслов Владлен Олексійович
Владлен Олексійович Суслов (нар. 22 серпня 1922, Вінниця — 1981) — український письменник. Член Спілки письменників України.

## Життєпис
Народився в сім'ї військового. Учасник німецько-радянської війни, нагороджений орденами та медалями.
1957 року закінчив юридичний факультет Київського університету ім. Т. Шевченка. Жив у Києві.
Член КПРС.

## Твори
Друкується з 1960 року. Окремими виданнями вийшли повісті для підлітків:
- На каравелі Улюбленець Нептуна (1962, у співавторстві з В. Росіним)
- Останній рейс (1963, у співавторстві з В. Росіним)
- Особливе завдання (1966, у співавторстві з В. Росіним)
- Дивовижна одіссея Феді Кудряша (1969, у співавторстві з В. Росіним)
- Андресито (1972)
- Курсанти (1973, у співавторстві з В. Росіним)